# راسل هارمر
راسل هارمر (انگلیسی: Russell Harmer; ۵ نوامبر ۱۸۹۶ – ۳۱ اکتبر ۱۹۴۰) قایقران قایق بادبانی اهل بریتانیا بود.